# لیوایز پلاوا

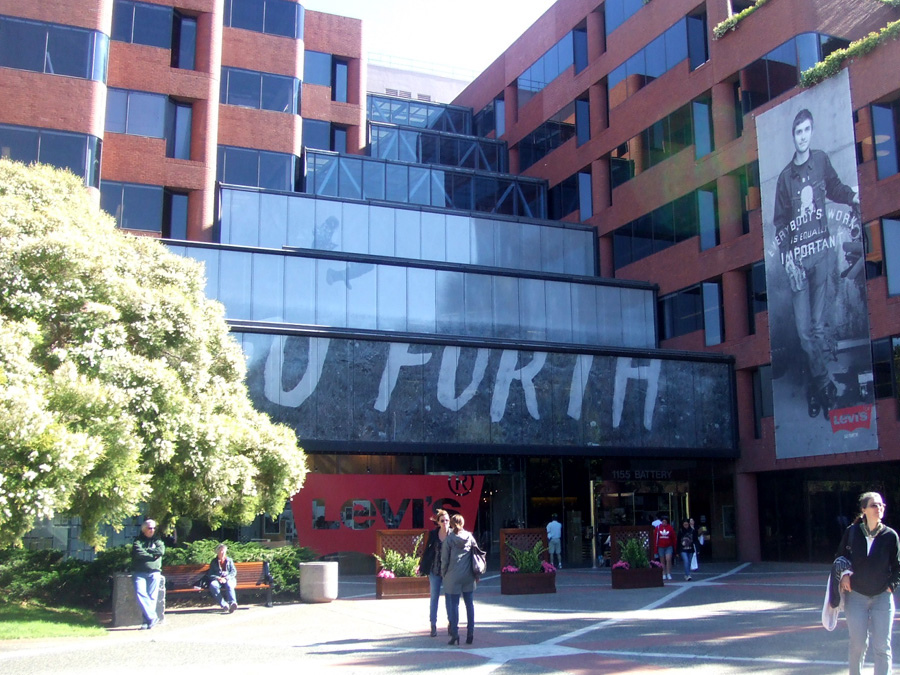
لیوایز پلاوا

لیوایز پلاوا (انگلیسی: Levi's Plaza) مجتمع اداری واقع در سان فرانسیسکو، کالیفرنیا است.